# Hugo Cifuentes
Hugo Gilberto Cifuentes Navarro (1923 - 2000) fue un fotógrafo ecuatoriano.

## Biografía
Comenzó estudiando dibujo y pintura. Con 26 años recibió su primer premio de fotografía.
En los años sesenta formó parte del grupo Vanguardia Artística Nacional (VAN), fue fundado por Enrique Tábara tratando de aglutinar el constructivismo, el surrealismo y el arte precolombino. En este grupo se encontraban también Guillermo Muriel, Oswaldo Moreno, Aníbal Villacís, León Ricaurte, Moreno Heredia, Estuardo Maldonado y Gilberto Almeida. Este grupo defendía el arte informal frente al realismo.

## Reconocimientos
En 1983 recibió el Premio de Ensayo Fotográfico otorgado por la Casa de las Américas por su obra Huañurca.

## Exposiciones
Algunas de las exposiciones que realizó son:[cita requerida]
- 1999  Ecuador from Within (ecuador desde dentro), Throckmorton, Nueva York
- 1994  Club Photo, Alianza Francesa, Quito, Ecuador
- 1985  Solidaridad con Nicaragua, Museo de Arte Latinoamericano de Managua, Nicaragua